# یواس‌اس اس‌سی-۲۴
یواس‌اس اس‌سی-۲۴ (به انگلیسی: USS SC-24) یک زیردریایی بود که طول آن ۱۱۰ فوت (۳۴ متر) بود. این زیردریایی در سال ۱۹۱۷ ساخته شد.